# قرار مجلس الأمن التابع للأمم المتحدة رقم 1230
قرار مجلس الأمن التابع للأمم المتحدة رقم 1230، المتخذ بالإجماع في 26 شباط / فبراير 1999، بعد إعادة تأكيد القرارات 1125 (1997)، 1136 (1997)، 1152 (1998)، 1155 (1998)، 1159 (1998)، 1182 (1998) و1201 (1998) فيما يتعلق بالحالة في جمهورية أفريقيا الوسطى، مدد المجلس ولاية بعثة الأمم المتحدة في جمهورية أفريقيا الوسطى حتى 15 تشرين الثاني / نوفمبر 1999، معربًا عن نيته إنهاءها بالكامل بحلول ذلك التاريخ.
أجريت الانتخابات التشريعية في جمهورية أفريقيا الوسطى في 22 تشرين الثاني / نوفمبر و 18 كانون الأول / ديسمبر 1998. وشدد المجلس على ضرورة إعادة هيكلة القوات المسلحة لجمهورية أفريقيا الوسطى وضرورة وجود بيئة آمنة ومستقرة مواتية لإجراء الانتخابات وتحقيق الانتعاش الاقتصادي. وفي هذا الصدد، حث حكومة جمهورية أفريقيا الوسطى على تحديد موعد لإجراء انتخابات رئاسية في أقرب وقت ممكن.
وبعد تمديد ولاية بعثة الأمم المتحدة في جمهورية أفريقيا الوسطى، أعرب المجلس عن نيته الشروع في تقليص العملية بعد 15 يوما من إجراء الانتخابات الرئاسية بهدف إنهاء البعثة بحلول 15 تشرين الثاني / نوفمبر 1999. وستجري استعراضات كل 45 يوما لولاية البعثة. تم حث جميع الأطراف في البلاد على اتخاذ تدابير لحل المأزق السياسي الحالي وطُلب من الحكومة على وجه الخصوص إنشاء لجنة انتخابية للانتخابات الرئاسية. كان دعم بعثة الأمم المتحدة في جمهورية أفريقيا الوسطى ضروريًا لهذه العملية وطُلب منها الاعتراف بدور برنامج الأمم المتحدة الإنمائي في تنسيق الانتخابات. كما طلب منها الإشراف على إتلاف الأسلحة والذخائر المصادرة.
تم حث سلطات جمهورية أفريقيا الوسطى على تنفيذ السياسات التالية:
(أ) اعتماد مشاريع القوانين والمراسيم المتعلقة بالدفاع الوطني وهيكل قوات الدفاع بحلول 15 نيسان / أبريل 1999؛
(ب) قصر مهمة الحرس الجمهوري على حماية تلك المؤسسات والسلطات رفيعة المستوى؛
(ج) مواصلة دعم برنامج نزع السلاح وإعادة الإدماج التابع لبرنامج الأمم المتحدة الإنمائي؛
(د) وضع برنامج تنفيذ لإعادة هيكلة القوات المسلحة لأفريقيا الوسطى، بما في ذلك التوظيف الجغرافي والمتعدد الإثنيات وتحسين ظروف العمل، بحلول 1 نيسان / أبريل 1999.
كما طُلب من السلطات الامتناع عن التدخل في النزاعات الخارجية، واعتبر أن الانتعاش الاقتصادي وإعادة الإعمار من أولوياتها الرئيسية. وأخيراً، طُلب من الأمين العام كوفي عنان فحص دور الأمم المتحدة في البلاد بعد مغادرة بعثة الأمم المتحدة لحفظ السلام في جمهورية أفريقيا الوسطى.

## روابط خارجية
- نص القرار في undocs.org